# خداناباوری یهودی
بی‌خدایی یهودی به نوعی بی‌خدایی گفته می‌شود که در آن فرد از نظر نژادی و تا حدودی فرهنگی یهودی است. چون یهودی‌بودن به جز بخش مذهبی، مؤلفه نژادی هم دارد، عبارت «بی‌خدایی یهودی» لزوماً متناقض نیست. حتی برخی یهودیان ارتدکس هم فرد بی‌خدایی که مادر یهودی داشته باشد کاملاً یهودی می‌دانند زیرا یهودیت بر اساس شرع یهودی یا هلاخا از طریق نژاد و نه عقیده به خدا منتقل می‌شود. بر اساس آمار از جامعه یهودیان آمریکا بیش از نیمی یهودیان آمریکا بیخدا هستند در صورتی که این رقم در مورد گروه‌های دیگر مذهبی بین ۱۰ تا ۱۵ درصد است.

## زندگی یهودی
بیشتر یهودیان بیخدا در بین گروه‌های مذهبی یهودی نظیر یهودیت رفرم، محافظه کار و ساختارگار احساس راحتی می‌کنند. این تضاد ممکن است کمتر از آن باشد که به نظر می‌رسد زیرا یهودیت اهمیت بیشتری بر اعمال نسبت به اعتقادات دارد. بعضی شاخه‌های یهودیت اعتقاد دارند که اعتقاد به خداوند لازمه انجام عبادات یهودی نیست.

## افراد مشهور
به صورت تاریخی بسیاری یهودیان وجود خدا را انکار کرده‌اند. در سال ۱۶۵۶ فیلسوف یهودی باروخ اسپینوزا ایده جدیدی از خدا ارائه کرد که با پانتئیسم همخوانی داشت و پایه‌گذار بیخدایی یهودی شد. آلبرت اینشتین که خود را به شدت یهودی می‌دانست، وجود خداوند را به عنوان خدای شخصی انکار می‌کرد. ستاره‌شناس معروف کارل ساگان که در یک خانواده یهودی به دنیا آمده بود و با یهودی بودن خود مشکلی نداشت، وجود خداوند را انکار می‌نمود.
معروفترین یهودی بیخدا کارل مارکس رهبر جنبش کمونیسم بود. او که در یک خانواده یهودی به دنیا آمده بود و در تعالیم مسیحی لوتران بزرگ شده بود دین را افیون توده‌ها می‌خواند. او به همراه متفکرین یهودی دیگر نظیر موسی هس بنیانگذار جنبشهای بیخدایی مدرن گردیدند.
بسیاری دیگر از یهودیان معروف نیز بیخدا بودند. سیگموند فروید روانشناس معروف دین را مورد انتقاد قرار می‌داد ولیکن به همکار یهودی خود توصیه می‌کرد که فرزند خود را در دین یهودیت بزرگ کند. اما گلدمن آنارشیست معروف در یک خانواده یهودی ارتدوکس به دنیا آمده بود. گلدا میر رئیس‌جمهور سابق کشور اسرائیل وقتی از او سؤال شد که آیا به خدا اعتقاد دارد گفت: «من به قوم یهود اعتقاد دارم و قوم یهود به خدا اعتقاد دارد.» ژاک دریدا فیلسوف یهودی فرانسوی خود را یک آتئیست خواند. وودی آلن کارگردان معروف یهودی بارها به تضاد درونی خود در مورد یهودی بودن و باورهای خود اشاره کرده بود. دیوید سیلورمن رئیس حزب آتئیستهای آمریکایی بعد از بارمیتزوا خود بیان کرد که دیگر دربارهٔ آتئیست بودن خود دروغ نخواهد گفت.
مریلین مونرو بازیگر اهل ایالات متحده آمریکا هم از ۱۹۵۶ یک خداناباور یهودی شد و تا زمان مرگش در ۱۹۶۲ این عقیده را داشت.